# Ugolino Pisani
Ugolino Pisani (Parma, XV secolo – 1445 circa) è stato uno scrittore, viaggiatore e soldato mercenario italiano.

## Biografia
Ugolino Pisani, nato in una nota famiglia parmense, ha studiato diritto alle Università di Pavia e di Bologna, dove nel 1437 ha conseguito la laurea in diritto civile e canonico. Aveva un carattere socievole, suonava il flauto e la cetra e componeva versi. Divenne noto per i suoi versi satirici e  partecipò a Pavia a carnevalate studentesche. Ha composto in latino De coquinaria confabulatione, ovvero Repetitio egregii Zanini coqui - orazione recitata il 24 febbraio 1435 dagli studenti pavesi - una parodia delle solenni adunate accademiche, dove si faceva sfoggio di elaborate orazioni. L'elogio dell'arte culinaria in latino terminava con il solenne conferimento della laurea al cuoco provetto. L'autore ne offrì un'edizione manoscritta raffinata a Leonello d'Este, marchese di Ferrara. Angelo Decembrio (fratello di Pier Candido Decembrio) scrisse  in De politiæ litterariæ (1540) - l'opera, manoscritta, in cui parlava dei letterati che fiorivano alla Corte di Leonello d'este - che Pisani era stultus ed insanus e lo soprannominò Ceropithecus litteratus. Ugolino Pisani negli anni studenteschi scrisse anche la commedia buffa la Philogenia, che è considerata tra le migliori commedie composte in latino nel Quattrocento. Sigismondo di Lussemburgo, imperatore del Sacro Romano Impero, lo dichiarò poeta laureato. Di Ugolino Pisani restano anche un paio di lettere e postille autografe a margine di un manoscritto latino. t

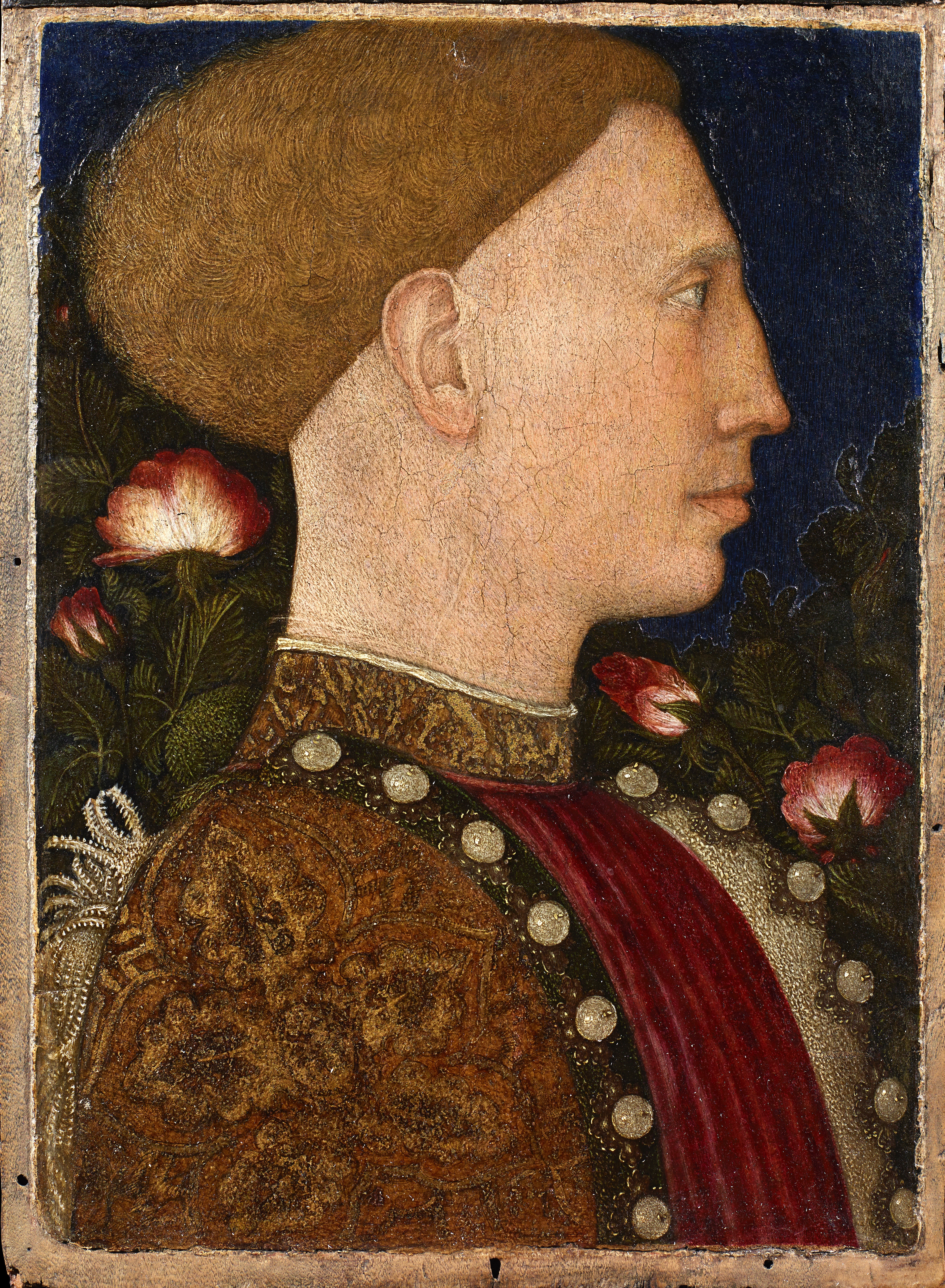
Pisanello, Ritratto di Leonello d'Este

Irrequieto per natura e sempre a caccia di avventure, Ugolino Pisani ha viaggiato nella Penisola balcanica; dal 1439 al 1440 è stato soldato mercenario di Alfonso V d'Aragona e in quell'occasione ha conosciuto Lorenzo Valla che divenne suo maestro di greco. Nel 1441, quando a Basilea si riunirono i padri conciliari, per eleggere un nuovo pontefice e offrirono la tiara ad Amedeo VIII di Savoia (che prese il nome di Felice V. ma fu poi dichiarato antipapa), Ugolino Pisani parteggiò per lui.

## Opere in edizioni moderne
- (IT, LA)   Due commedie umanistiche pavesi: Ianus sacerdos; Repetitio magistri Zanini coqui, Padova, Antenore, 1982, SBN SBL0626990.
- (IT, LA)   Ugolino Pisani, Philogenia, Roma, Centro studi sul teatro medioevale e rinascimentale, 1997, SBN RLZ0283464.
- (EN, LA)   Humanist comedies / edited and translated by Gary R. Grund, Cambridge, Mass.-London, I Tatti Renaissance Library, Harvard University Press, 2005, SBN VIA0122811.